# Peter S. Carmichael
Pour les articles homonymes, voir Carmichael.
Peter S. Carmichael (13 février 1966 – 21 juillet 2024) est un historien américain du Gettysburg College qui est professeur Robert C. Fluhrer d'études sur la guerre civile et directeur du Civil War Institute du Gettysburg College. Ses recherches et son enseignement se concentrent sur la guerre civile américaine, le sud des États-Unis et l'histoire publique.

## Jeunesse
Carmichael obtient son baccalauréat de l'Université d'Indiana – Purdue d'Indianapolis en 1988 et termine ses études supérieures sous la direction de Gary Gallagher à l'Université d'État de Pennsylvanie, où il obtient son doctorat en 1996.

## Carrière
Carmichael commence sa carrière universitaire à la Western Carolina University en 1997. Il est le premier chercheur en résidence au parc militaire national de Gettysburg en 1999. Il enseigne ensuite à l'Université de Caroline du Nord à Greensboro et à l'Université de Virginie-Occidentale avant de rejoindre le Gettysburg College en tant que professeur Robert C. Fluhrer d'études sur la guerre civile et directeur du Civil War Institute du Gettysburg College en 2010,.
Lorsqu'il prend la direction du Civil War Institute, Carmichael cherche à créer des environnements plus intimes lors de la conférence d'été annuelle de l'Institut, à laquelle participent plus de 200 personnes chaque année, afin de permettre aux chercheurs de travailler avec le public dans des contextes plus restreints,.
Carmichael siège également au conseil d'administration et au conseil des historiens de la Fondation Gettysburg, le partenaire à but non lucratif du parc militaire national de Gettysburg,. Il est conférencier émérite de l'Organisation des historiens américains pour 2017-2018.
Carmichael est co-éditeur de la série Civil War America de The University of North Carolina Press.
Carmichael meurt le 21 juillet 2024, à l'âge de 58 ans.